# Mondariz-Balneario (kommunhuvudort)
Mondariz-Balneario är en kommunhuvudort i Spanien.   Den ligger i provinsen Provincia de Pontevedra och regionen Galicien, i den nordvästra delen av landet, 400 km väster om huvudstaden Madrid. Mondariz-Balneario ligger 58 meter över havet och antalet invånare är 712.
Terrängen runt Mondariz-Balneario är huvudsakligen kuperad. Mondariz-Balneario ligger nere i en dal. Runt Mondariz-Balneario är det ganska tätbefolkat, med 100 invånare per kvadratkilometer. Närmaste större samhälle är Redondela, 13,3 km nordväst om Mondariz-Balneario. I omgivningarna runt Mondariz-Balneario växer i huvudsak blandskog.